# 渡月橋
渡月橋（とげつきょう）は、京都府京都市の桂川（大堰川）に架かる橋。

## 概要
渡月橋は、桂川左岸（北側）と、中州である中之島公園の間に架かる橋で、全体が右京区（嵯峨天龍寺芒ノ馬場町・嵯峨天龍寺造路町・嵯峨中ノ島町）にある。橋長155m、幅員12.2m。車道は舗装の2車線で、両側に縁石で一段高くした石畳の歩道が付く。
史跡・名勝としての嵐山を象徴する建造物であるとともに、桂川の両岸地域を結ぶ重要な交通路で、京都府道29号の一部となっている。
836年（承和3年）に僧侶の道昌が架橋したのが始まりとされる。以来、流失と架橋を繰り返し、時には兵火にも見舞われた。現在の橋は1934年（昭和9年）に完成した鉄骨鉄筋コンクリートの桁橋である。橋面の中央部を1m上げて弓なりの形状にし、高欄を木造の角格子式とするなど、旧木造橋の意匠を受け継いで周囲の景観に配慮した。遠方から見て、鉄筋コンクリート造であるとは容易に判断できない工夫が施されている。

## 歴史

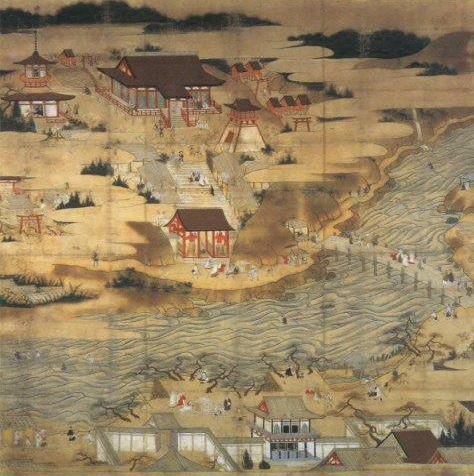
「法輪寺参詣曼荼羅」（京都府指定文化財）にみる渡月橋

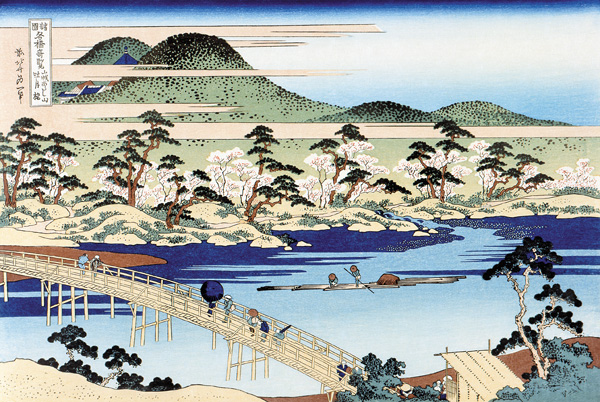
渡月橋（葛飾北斎）

右岸（南側）にある法輪寺を中興した道昌法師が平安時代の承和年間（834年 - 848年）に架橋したのが始まりとされる。ただ、法輪寺の前身とされる葛井寺が奈良時代の僧・行基によって和銅6年（713年）に創建された伝承があり、加えて正倉院文書における天平14年（742年）の葛野郡の地名に「橋頭郷」が見えることから、奈良時代にすでに橋が架けられていた可能性が指摘されている。
平安時代は法輪寺橋と称されており、古くより法輪寺参詣のための橋とみなされていたようである。嵯峨の地は古くから東西に古道が通じていたが、南北の通行はこの橋が重要な役割を担っていた。往時、橋は今より100mほど上流にあった
鎌倉時代中期、嵯峨の離宮亀山殿を在所とした亀山上皇が、橋の上空を川下から川上へ移動していく月を眺めて「くまなき月の渡るに似たり」との感想を述べたとされ、これがのちの「渡月橋」命名の由来ともいわれる。当時の法輪寺橋は朱に塗られ、やはり現架橋地より上流に架けられていたという。
『源平盛衰記』（巻三九）に、横笛（建礼門院の雑仕）が入水した場所として「御幸橋」の名で登場する。
南北朝時代の康永元年（1342年）7月、荒廃した亀山殿を天龍寺へと改める際の木引式において、足利尊氏・足利直義臨席のもと、修理を終えたこの橋の渡り初めが行われている。貞和2年（1346年）、天龍寺の開山にあたった夢窓国師が周辺の優れた十の景観を命名し「天龍寺十境」を定めた。このとき橋を「度月橋」（「渡月橋」）と命名し、十境のひとつに選んだ。
室町時代中期に応仁の乱の兵火で焼け、橋は絶えて久しかった。乱後12年を経た文明11年（1479年）、天龍寺塔頭真乗院の景徐和尚を中心に再架橋のための寄付浄財を募る勧進が始まっている。
江戸時代初期の慶長11年（1606年）に嵯峨の豪商角倉了以が保津川の開削工事を行った際、橋を現在の位置に架け替えたとされる。架け替え以前の橋は小さな土橋であったという。安永2年（1773年）より始まったとされる法輪寺での十三詣りにおいて、参詣の帰路、渡月橋を渡り終えるまでに後ろを振り返ると、授かった智恵が返上されるとの言い伝えが残る。
幕末、禁門の変で法輪寺とともに焼け、明治初年頃に人がやっと通れる程度の仮橋が架かった。比較的堅固な木造橋に架け替えられた明治20年頃には高瀬舟に乗って西高瀬川を遡上してくる花見客がいたほか、八つ橋や草餅を頭上の木箱に詰めた売り子らが橋の上を往来していたという。この橋も架橋の5年後には大水で流され、受難は続いた。
明治42年に架けられた木造橋（主桁はI鋼）が酷く腐朽し、加えて昭和7年7月2日の洪水で橋の一部が流失したことなどから、1934年（昭和9年）現在のコンクリート橋が竣工した。竣工時の諸元は橋長158m、幅員11m、支間長10.4m。洪水時の浸水対策として橋台取付の両護岸を約1.2m嵩上げした。親柱には高さ3.5mの石柱を用い、その上に春日灯籠形の電灯を取り付けたが、昭和26年の台風13号で高欄がなぎ倒され、土台部分だけがどうにか残った。その後は1959年（昭和34年）の補修と1995年（平成7年度）から6年かけた大改修を経て今に至る。この間、1975年（昭和50年）に高欄を交換するとともに、新たに歩道が追加された。

### 近年

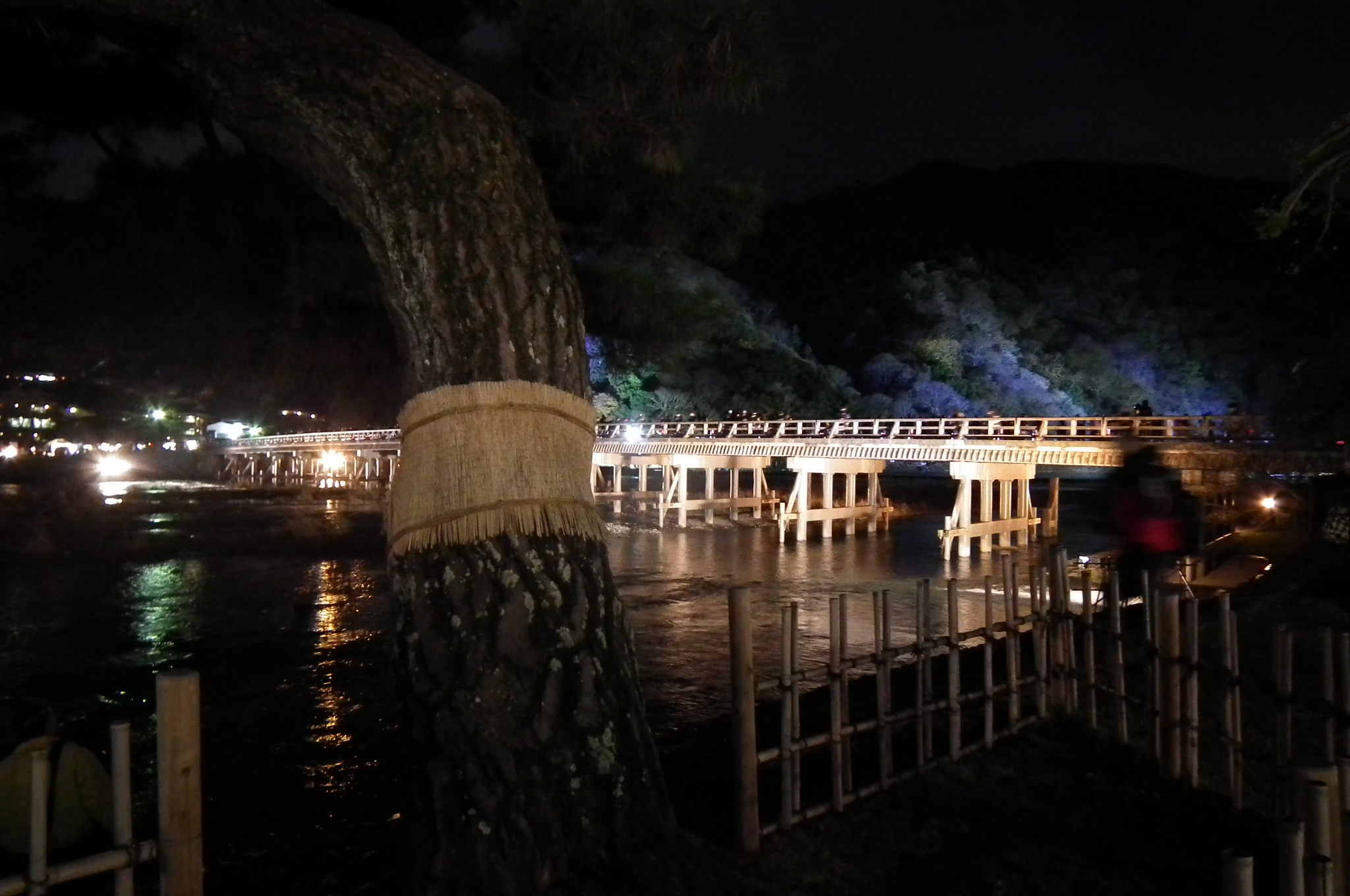
ライトアップされた渡月橋（2011年の京都・嵐山花灯路時）。

長らく橋には照明施設が無かったが、2005年（平成17年）地元の任意団体である「京都嵐山保勝会」が関係機関の協力を得て橋の上流にあたる西高瀬川との分岐部にサイフォン式小型水力発電機を設置し、そこで得られた電力により、夜間帯にLED照明を用いて歩道を照らしている。また、関西電力と相互に供給できる体制（系統連系）が採られており、逆潮流（同電力への売電）による利益は周辺の清掃などの活動資金に使われている。
2006年12月30日未明、歩道に車が乗り上げ、欄干を破損して川の中州に転落する事故が起きた。この事故による死傷者は無かった。
2013年の台風18号襲来の際、桂川が氾濫して橋周辺が冠水する被害が出たが、橋が流失するなどの致命的なダメージは無かった。
2018年9月に発生した台風21号により橋の東側の欄干が100mにわたり倒れる被害が出たが、10月には復旧している。

## 中之島公園に架かる橋
中之島公園に架かる橋は、左岸とつなぐ渡月橋のほかに、右岸とつなぐ次の二つの橋がある。いずれも渡月橋を意識した外観が採用されている。

### 渡月小橋

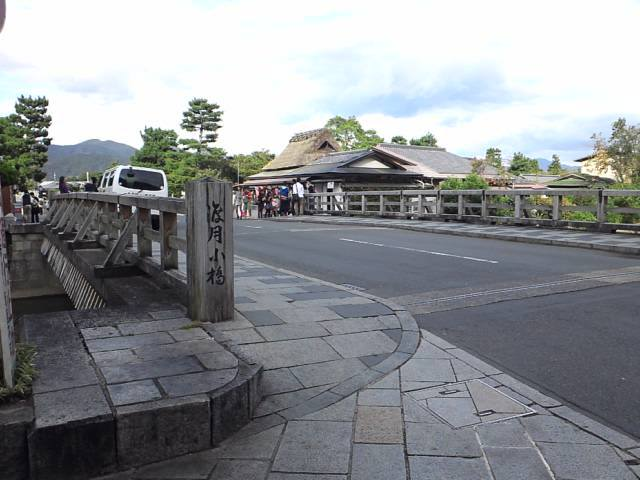
渡月小橋（手前が西京区側）

渡月橋の南詰をそのまま南下すると、渡月小橋（とげつこばし）の北詰に到る。中央に橋脚を有する橋長19m、幅員11mのI鋼鉄筋コンクリート橋である。昭和9年に新造された渡月橋とともに新たに架け替えられた小橋で、その構造は渡月橋に準ずる。橋体の中央部を10cm上げた抛物線型とし、橋台取付の両岸を従来より75cmほど嵩上げして浸水に備えた。
府道29号の一部として、北詰の右京区（嵯峨中ノ島町）と南詰の西京区（嵐山中尾下町）をつなぐ。中之島公園の西側に架かる。

### 中ノ島橋

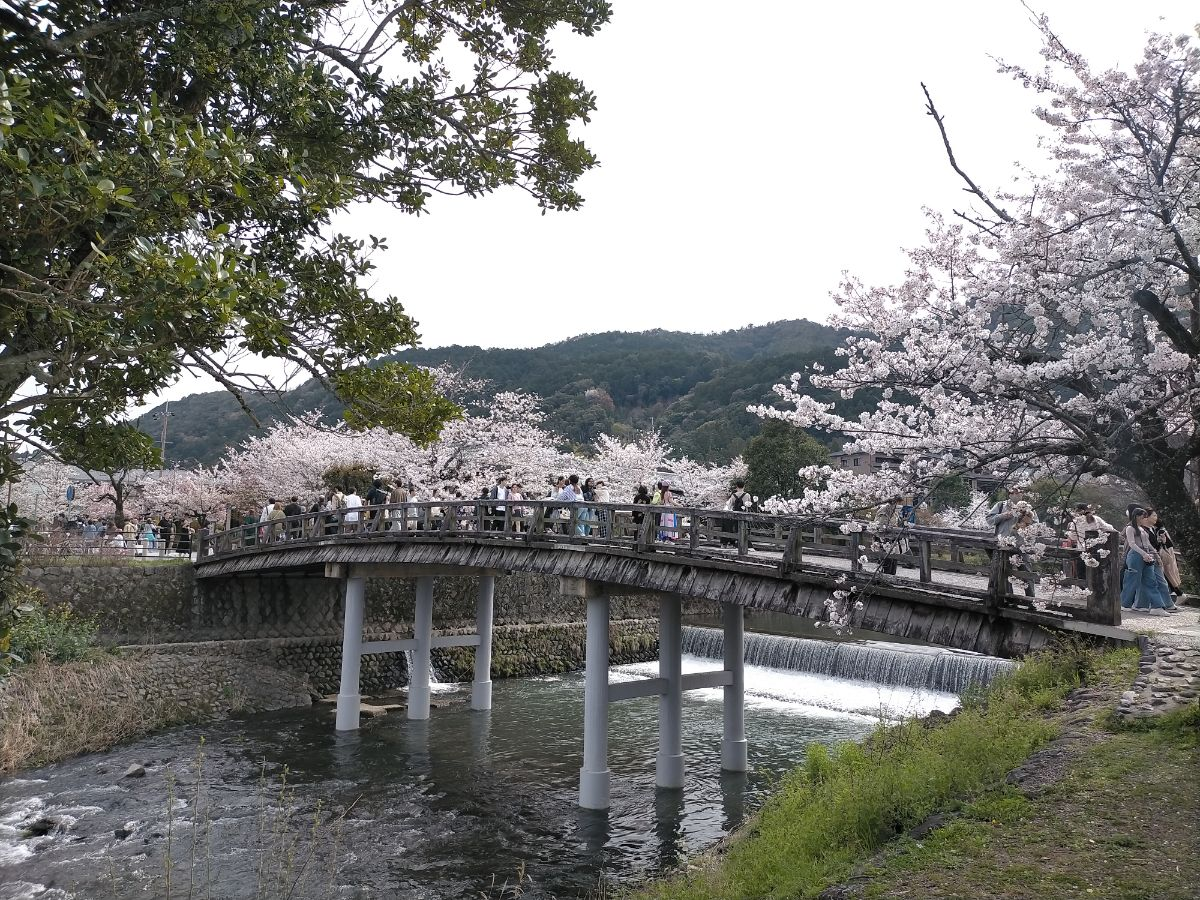
中ノ島橋

中ノ島橋（なかのしまはし）は中之島公園の東側に架かる橋。緩やかなアーチの上部に木造の高欄を配した（H形鋼）コンクリート橋である。長さ約30m、幅5.5m。通称「太鼓橋」。
1929年（昭和4年）頃、嵐山駅から中之島公園までの誘導利便のため新京阪鉄道（現阪急電鉄）が架橋した。1956年（昭和31年）京都府に寄付され、1966年（昭和41年）の改修を経て現在に至る。右京区嵯峨中ノ島町と西京区嵐山上河原町に跨がる。片岡千恵蔵や阪東妻三郎の時代から、時代劇のロケ地として知られる。
南詰は京都八幡木津自転車道の起点。

## 周辺

### 左岸（右京区）
- 小倉山 - 標高296mの山。
- 亀山公園
- 嵯峨嵐山文華館（旧時雨殿）
- 福田美術館
- 天龍寺
- 小督塚[22]
- 西高瀬川 - 大堰川（桂川）から分流。
- 長辻通 - 渡月橋の北詰から嵯峨地区を南北に貫く道路。
- 三条通 - 渡月橋の北詰から東へ延びる京都市の主要道。
- 琴きき橋跡[23]
- 大井神社
- 臨川寺 - 通常非公開。

### 右岸（西京区）
- 嵐山 - 標高382mの山。
- 櫟谷宗像神社（松尾大社摂社）
- 嵐山モンキーパークいわたやま
- 法輪寺

## 交通
鉄道
- 阪急嵐山線 嵐山駅より徒歩。
- 京福嵐山本線（嵐電） 嵐山駅より徒歩。
- JR西日本嵯峨野線（山陰本線） 嵯峨嵐山駅および嵯峨野観光鉄道嵯峨野観光線 トロッコ嵯峨駅より徒歩10分。

路線バス
- 京都市営バス、京都バス
  - 嵐山行き、または経由するバスで「嵐山」または「嵐山公園」バス停下車。
  - 京都市営バス（京都駅前 - 松尾橋 - 大覚寺）および、京都バス（京都駅前 - 烏丸五条 - すず虫寺・苔寺、四条河原町 - 三条京阪 - すず虫寺・苔寺）にはこの橋を渡る路線がある。

## ギャラリー

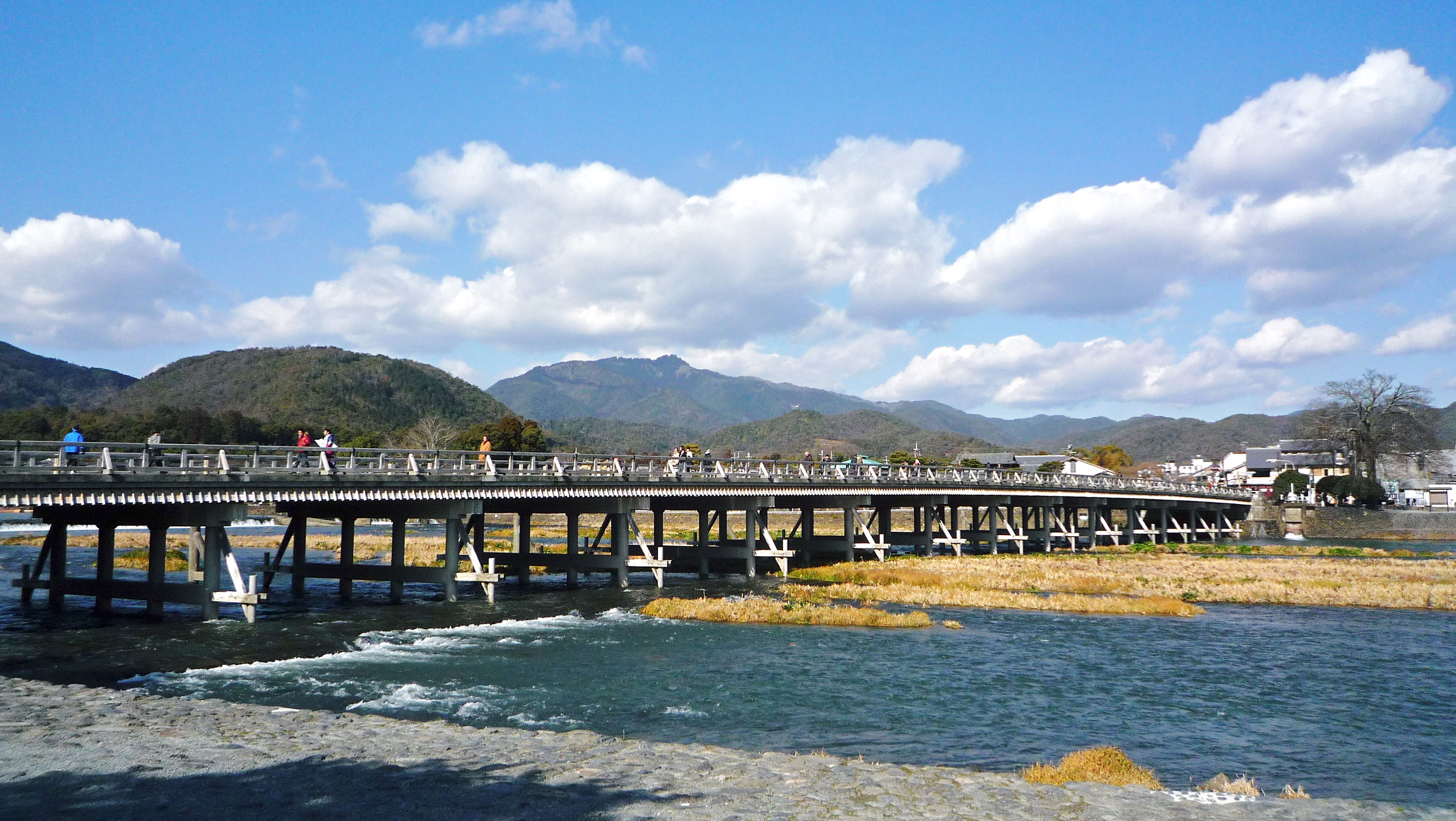
全景（南側より）
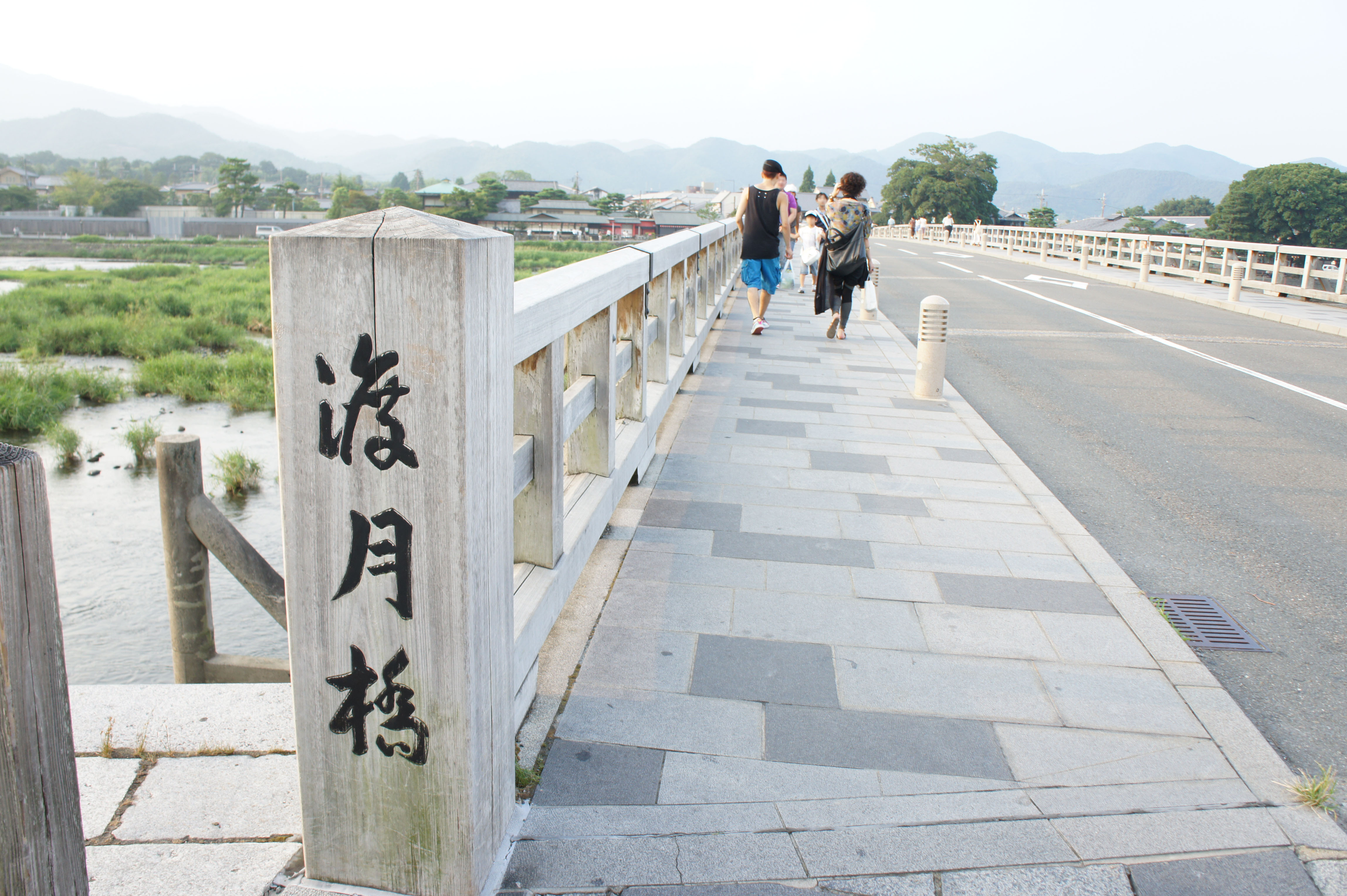
欄干の端部
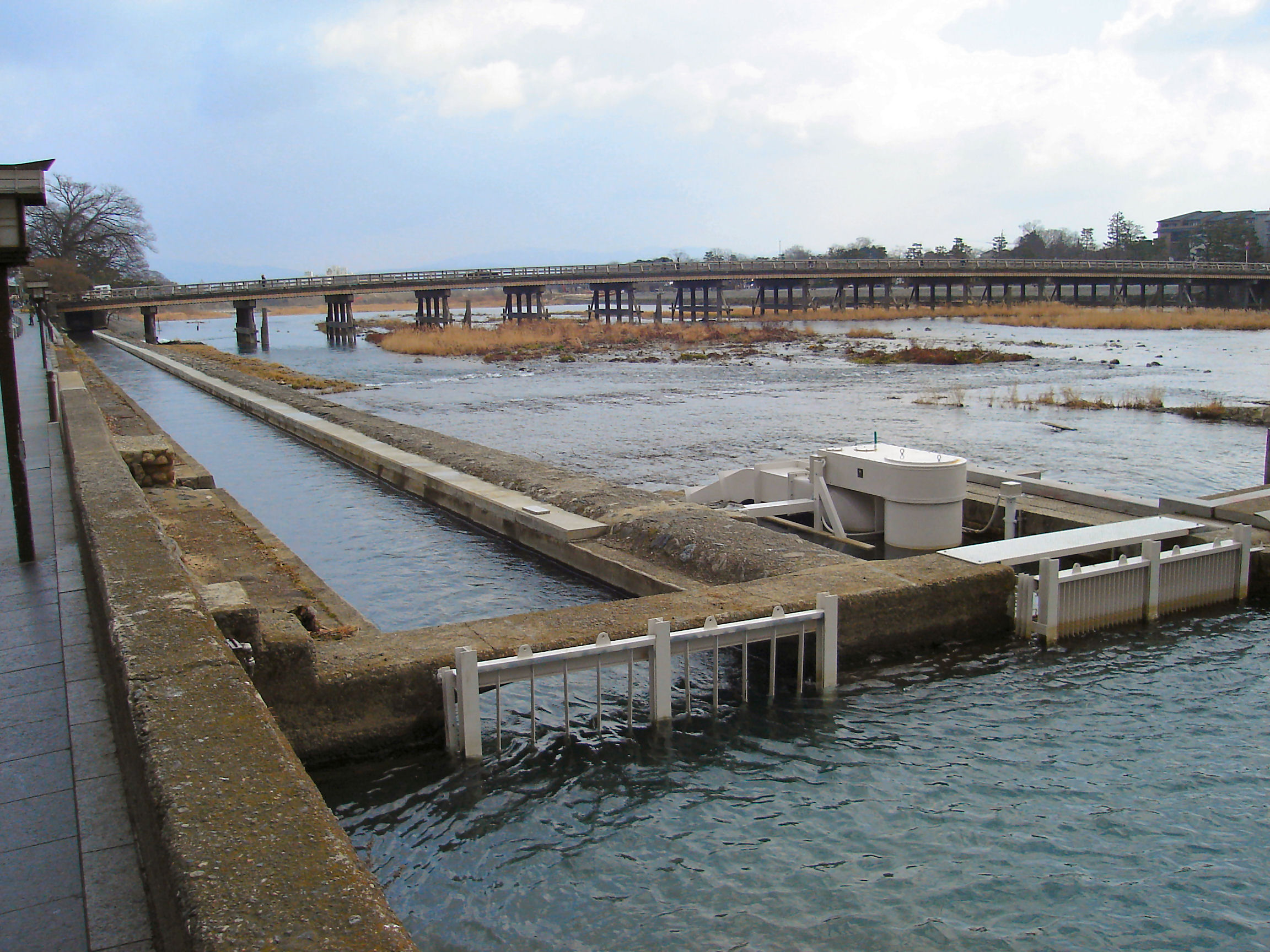
桂川と西高瀬川（左）
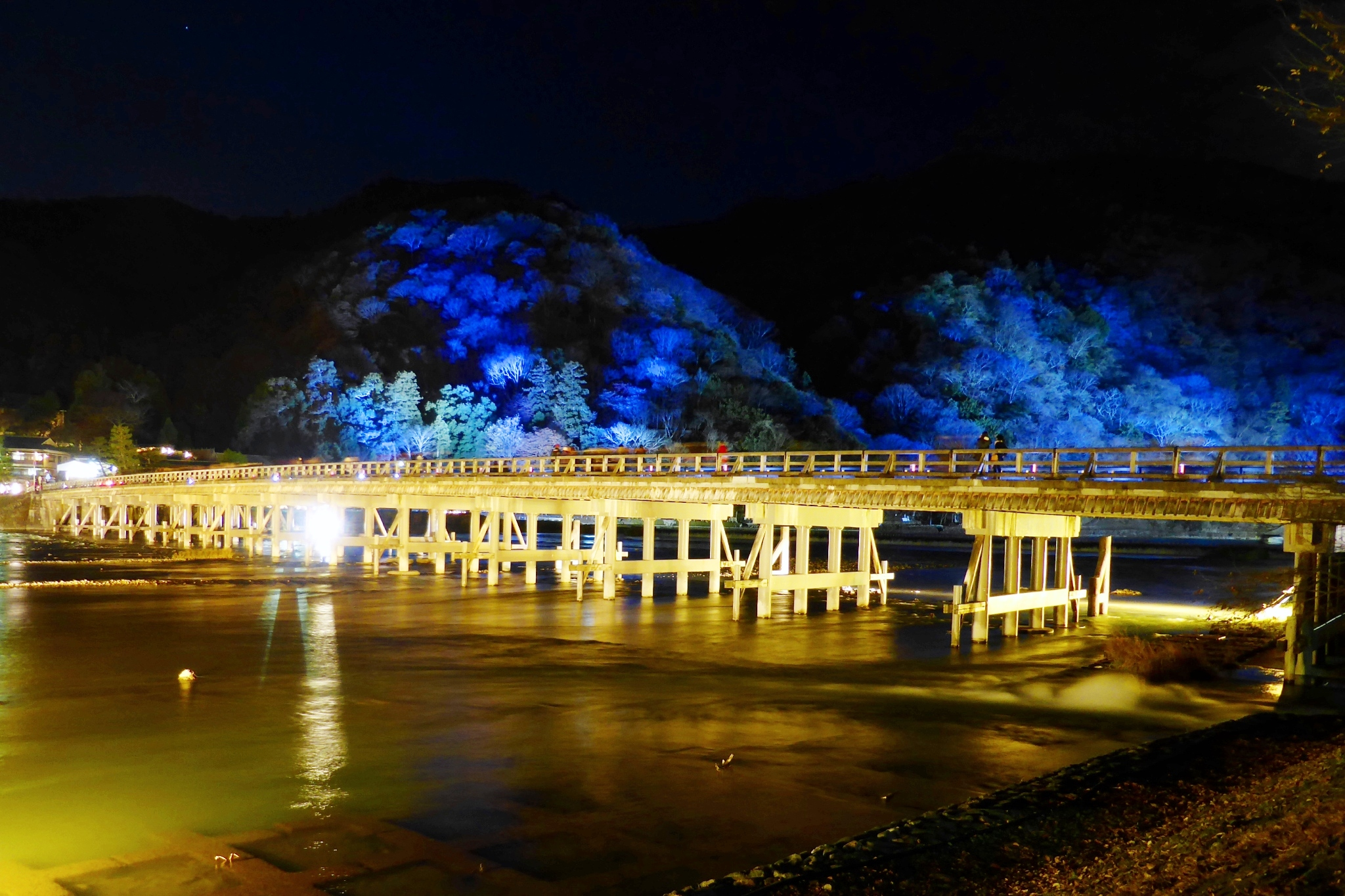
ライトアップの様子